# Ясне (Калінінградська область)
Ясне (рос. Ясное) — селище Славського району, Калінінградської області Росії. Входить до складу Ясновського сільського поселення.
Населення — 1464 особи (2015 рік).

## Населення
| 1890 | 1910  | 1939  | 2002  | 2010  |
| ---- | ----- | ----- | ----- | ----- |
| 1665 | ↗2222 | ↗4510 | ↘1629 | ↘1464 |